# شركة توصيل النشرات البريدية
شركة التوزيع الدائري أو شركة توصيل النشرات البريدية في تاريخ البريد هي نوع من الشركات التي عملت في بريطانيا العظمى بين عامي 1865 و1869، لتوصيل وتسليم النشرات البريدية وغيرها من المطبوعات بأسعار أقل من تلك الأسعار التي فرضها مكتب البريد البريطاني. حُظرت هذه الخدمة عام 1869، وطُبّق سعر بريد أقل لنقل وتسليم المطبوعات عام 1870. وتحظى الطوابع التي أصدرتها هذهَ الشركات بإقبال كبير من هواة جمع الطوابع.

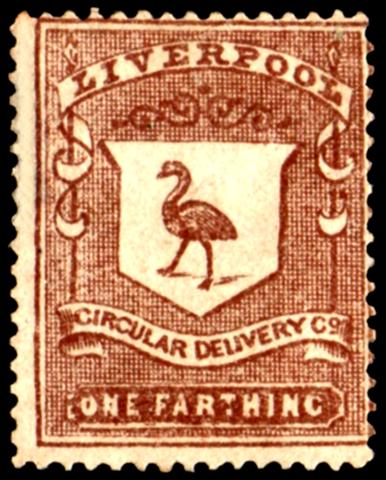
طابع بريد بقيمة فارذنغ واحد يعود تاريخه إلى عام 1867 من شركة ليفربول للتوزيع الدائري.

## الأصول
كانت أول شركة من هذا النوع هي شركة إدنبرة ولييث للتوصيل والتسليم الدائري التي أسسها روبرت برايدون عام 1865. تعهد برايدون بتوصيل النشرات البريدية داخل حدود إدنبرة ولييث مقابل فارذنغ واحد للنشرة. كما أوصل طرود البريد التي لم تكن مشمولة باحتكار مكاتب البريد. أُعلن إفلاس برايدون، وكان يعمل طابعي، عام 1866، لكنه انتقل إلى لندن ليؤسس شركة لندن للتوصيل الدائري التي اندمجت مع شركة متروبوليتان للتوصيل الدائري عام 1867.

## الانتشار

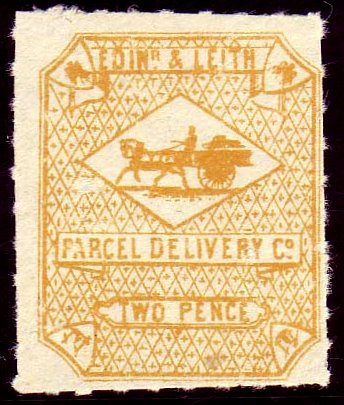
طابع بريد لشركة إدنبرة ولييث لتوصيل وتسليم طرود البريد

سرعان ما نشأت شركات أخرى للنقل والتسليم، بعضها مرتبط بشركة روبرت برايدون. من بينها:
- شركة أبردين للتوصيل الدائري.
- شركة التوصيل الدائري المحدودة.
- شركة كلارك وشركاه - إدنبرة.
- شركة دندي للتوصيل الدائري.
- شركة إدنبرة ولييث لتوصيل الطرود.
- شركة غلاسكو للتوصيل الدائري.
- شركة ليفربول للتوصيل الدائري.
- شركة لندن ومتروبوليتان للتوصيل الدائري.
- الشركة الوطنية للتوصيل الدائري.

## الزوال

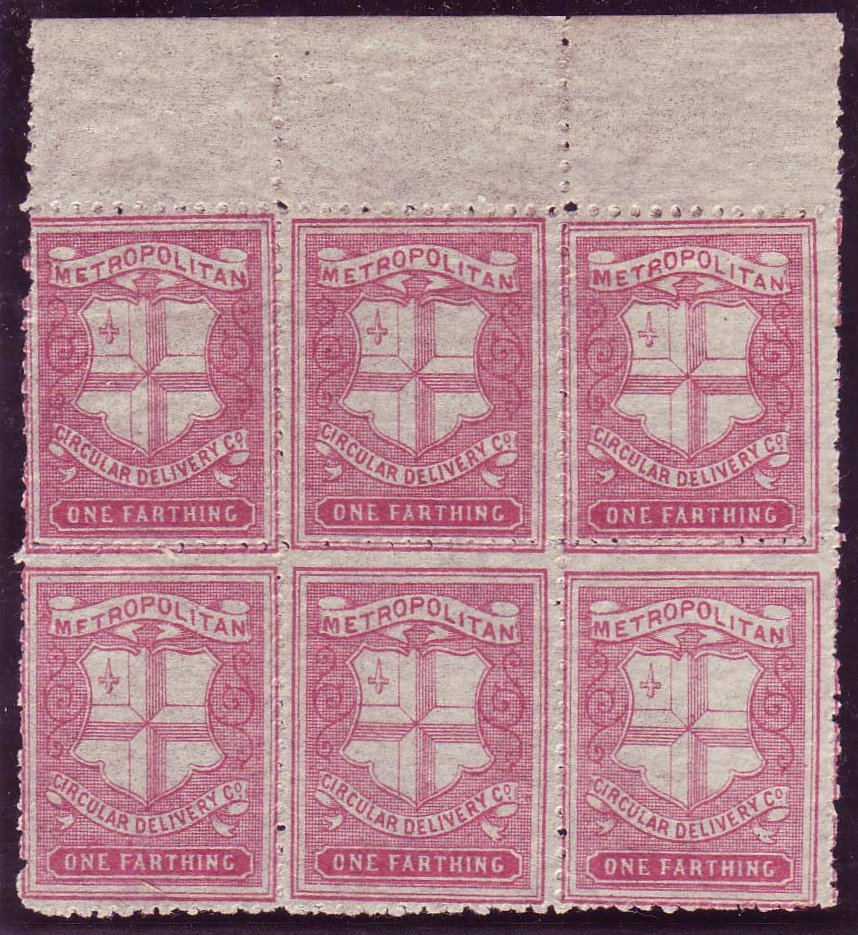
طابع بريدي بقيمة 1 فارذينغ من شركة التسليم الدائري الحضري.

سرعان ما لفت انتشار شركات التوصيل الدائري انتباه مكتب البريد الذي كان يتمتع باحتكار قانوني لجمع وتسليم الرسائل. في أغسطس 1867، رفع مكتب البريد دعوى قضائية ضد شركة التوصيل الدائري في لندن ومتروبوليتان لانتهاكها احتكاره، وقد ربحها، ويُعتقد أن الشركات المختلفة توقفت عن العمل بحلول سبتمبر 1867.

## الإرث

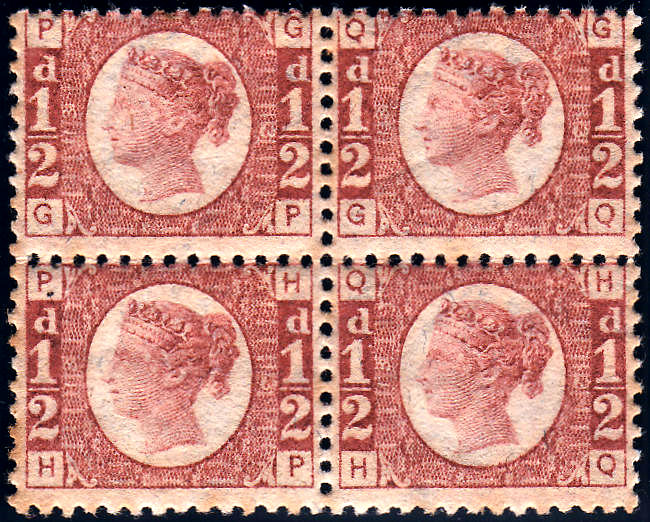
طابع بريد من فئة نصف بنس "بانتام" طبع في عام 1870 لدفع الرسوم المخفضة في توصيل الصحف المطبوعة.

كان الطلب على أسعار أرخص لنقل المواد المطبوعة واضحًا في حد ذاته، وفي الأول من أكتوبر 1870 أصدر مكتب البريد البريطاني أول طابع بريدي بقيمة نصف بنس لدفع الرسوم المخفضة الجديدة على الأوراق المطبوعة، وهو طابع بريد صغير بقيمة نصف بنس.

## هواة التجميع
تظهر الطوابع فقط في فهارس متخصصة. يُعتقد أن العديد منها مزور، وربما أُنتج بعضها لأغراض هواة جمع الطوابع فقط، ولم يُستخدَم استخدامًا حقيقيًا. لهذهِ الأسباب، يُفضّل الهواة جامعي الطوابع في جمع الطوابع الملتصقة على أغلفتها، إلا أن هذه الأغلفة نادرة. تُصنّف هذهِ الطوابع على أنها نوع من طوابع سندريلا أو طوابع بريد محلية.

## اقرأ أيضا
- Harman, C.G. Great Britain: The stamps of the circular delivery companies and their forgeries. Cinderella Stamp Club & Frank Godden Ltd., 1990 64p.
- Erik F. Hurt and Leon Norman Williams., eds. Handbook of the Private Local Posts. Jamaica, New York: Fritz Billig, 1950.
- Patton, Donald. Farthing Delivery: A Fight for Cheaper Postage. London: Lowe & Brydone (Printers) Ltd., 1960 55p.

## روابط خارجية
- The Circular Delivery Company Limited. Archived pages.
- Circular Delivery Company Issues by Tony Bellew.
- Circular Delivery Companies by I.B. RedGuy.